# اشپایشینگن
شهر اشپایشینگن (به آلمانی: Spaichingen) در ایالت بادن-وورتمبرگ در کشور آلمان واقع شده‌است.